# Burggasse-Stadthalle metróállomás
Burggasse-Stadthalle egy metróállomás Bécsben a bécsi metró U6-os vonalán.

## Szomszédos állomások
A metróállomáshoz az alábbi állomások vannak a legközelebb:
- Thaliastraße
- Westbahnhof

## Átszállási kapcsolatok
| U6 (Floridsdorf ↔ Siebenhirten) |                        |                                                      |
| Állomás                         | Átszállási kapcsolatok | Fontosabb létesítmények                              |
| Burggasse-Stadthalle            | 6, 9, 18, 49 48A       | Bécsi Főkönyvtár, Wiener Stadthalle (Városi Csarnok) |